# ケモカイン受容体

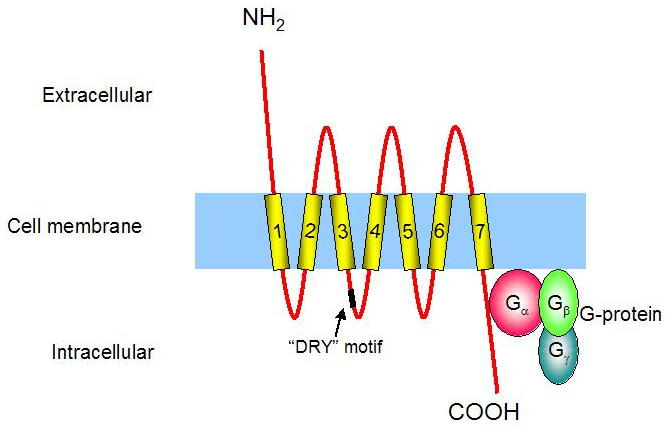
典型的なケモカイン受容体の構造。7回膜貫通ドメイン、そして2つ目の細胞内ループに特徴的なDRYモチーフを有する。通常、ケモカイン受容体はシグナルを伝達するGタンパク質と結合している。

ケモカイン受容体（ケモカインじゅようたい、英: chemokine receptor）は、特定の細胞の表面に存在し、ケモカインと呼ばれるサイトカインの一種と相互作用するサイトカイン受容体である。ヒトでは、約20種類の異なるケモカイン受容体が発見されている。それぞれロドプシン様の7回膜貫通構造を有し、細胞内のシグナル伝達のためのGタンパク質と共役しており、Gタンパク質共役受容体の中で大きなファミリーを構成している。ケモカイン受容体は特定のケモカインリガンドと相互作用した後、細胞内へのカルシウムイオン（Ca2+）の流入を開始する（カルシウムシグナリング）。その結果、細胞を個体内の目的の部位へ移動する走化性と呼ばれる過程の開始などの細胞応答が引き起こされる。ケモカイン受容体は、結合するケモカインの4つのサブファミリーに応じて、CXCケモカイン受容体、CCケモカイン受容体、CX3Cケモカイン受容体、XCケモカイン受容体の4つのファミリーへと分類される。ケモカインの4つのサブファミリーは、N末端近傍に位置する構造的に重要なシステイン残基の間隔がそれぞれ異なっている。

## 構造的特徴
ケモカイン受容体は、7回膜貫通ドメインを有するGタンパク質共役受容体である。主に白血球表面に存在し、ロドプシン様受容体の1つである。今日までに約19種類のケモカイン受容体の特性解析がなされており、これらには共通した構造的特徴が多く存在している。これらは約350アミノ酸から構成され、酸性の短いN末端領域、3つの細胞内ループと3つの細胞外ループを有する7回膜貫通ドメイン、そして細胞内のC末端領域からなる。C末端領域のセリン・スレオニン残基は受容体調節の際のリン酸化部位として機能する。ケモカイン受容体の最初の2つの細胞外ループは、2つの保存されたシステイン残基の間のジスルフィド結合によって連結されている。ケモカイン受容体のN末端領域はケモカインとの結合を担い、リガンド特異性に重要である。Gタンパク質はC末端領域に共役しており、リガンド結合後のシグナル伝達に重要である。ケモカイン受容体の一次構造のアミノ酸同一性は高いが、一般的にはそれぞれ限られた種類のリガンドを結合する。一方ケモカイン受容体の機能は冗長的でもあり、1つの受容体に対し複数種のケモカインが結合することができる。

## シグナル伝達
ケモカインによる細胞内のシグナル伝達は、ケモカイン受容体に隣接して存在するヘテロ三量体Gタンパク質に依存している。Gタンパク質のαサブユニット（Gα）にGDPが結合している場合には、そのGタンパク質は不活性状態である。ケモカインリガンドが結合したケモカイン受容体はGタンパク質を結合し、Gαに結合したGDPをGTPへ交換することでβγサブユニットからの解離を引き起こす。Gαは細胞膜に結合しているホスホリパーゼC（PLC）を活性化し、PLCはホスファチジルイノシトール-(4,5)-ビスリン酸（PIP2）を切断してイノシトールトリスリン酸（IP3）とジアシルグリセロール（DAG）という2種類のセカンドメッセンジャー分子を形成する。DAGはプロテインキナーゼC（PKC）を活性化し、IP3は細胞内の貯蔵庫からのカルシウム放出を引き起こす。こうしたイベントによって多くのシグナル伝達カスケードが活性化され、細胞応答がもたらされる。
より具体的な例として、CXCL8（IL-8）がその特異的受容体であるCXCR1またはCXCR2に結合した際には、細胞内のカルシウム濃度の上昇によってホスホリパーゼD（PLD）が活性化される。それと同時に、Gαは直接チロシンキナーゼを活性化し、MAPキナーゼ経路が活性化される。MAPキナーゼ経路は、走化性、脱顆粒、スーパーオキシドアニオンの放出、インテグリンのアビディティの変化に関与する細胞機構を活性化する。ケモカインとその受容体は血管外遊出、遊走、微小転移、血管新生に関与しているため、がんの転移に重要な役割を果たす。がんにおいてケモカインが果たすこうした役割は、白血球を炎症部位へ局在させる正常な機能ときわめて類似している。

## CCR5に対する選択圧
ヒト免疫不全ウイルス（HIV）は、CCR5受容体を利用して宿主のT細胞を標的化し、感染を行う。またCD4+T細胞を破壊して免疫系を弱めることで、他の感染に対する感受性を高める。CCR5遺伝子のΔ32アレル（CCR5-Δ32）は32塩基対の欠失を有し、末端が切り詰められた受容体が産生される。このアレルを有する人物では、HIVが非機能的なCCR5受容体に結合することができないため、AIDSに対する抵抗性が生じる。このアレルはヨーロッパのコーカソイド集団に特に高頻度でみられ、北方ほど頻度が高くなるクラインが観察される。大部分の研究者は、ペストと天然痘という人類史における2つの大きな伝染病が現在のアレル頻度の原因となっていると考えている。このアレルはかなり早期に出現したものであるが、頻度が劇的に上昇したのは約700年前である。そのため、腺ペストが選択圧として作用しCCR5-Δ32の頻度を押し上げたと考えられており、このアレルがペストの病原体であるペスト菌Yersinia pestisに対する保護効果をもたらした可能性が想定されている。しかしながら、こうした主張はマウスでの多くのin vivo研究による反論がなされており、Y. pestisが感染したマウスではCCR5-Δ32アレルによる保護効果は示されていない。より多くの科学的支持が得られているのは、天然痘と現在のアレル頻度を関連づけた仮説である。ペストは特定の期間にはより多くの人の死因となったが、総計で多くの人命を奪っているは天然痘である。天然痘の出現は2000年前にまでさかのぼるため、CCR5-Δ32が早期に出現したことを考えると、選択圧としてはたらくのに十分に長い期間が存在したこととなる。ペストと天然痘の時空間的分布を解析した集団遺伝学モデルは、天然痘の方がCCR5-Δ32の選択を駆動する因子であったことを強く支持している。天然痘はペストよりも致死率が高く、影響が及ぶのは主に10歳以下の小児である。このことは進化的にみると、集団の生殖ポテンシャルの大きな損失をもたらすものであり、天然痘による選択圧の増大の説明となる可能性がある。また天然痘ウイルスと同じ科に属する粘液腫ウイルスでは、宿主への侵入にCCR5受容体が利用されることが示されている。

## ファミリー
- CXCケモカイン受容体（英語版）（6種類）
- CCケモカイン受容体（英語版）（10または11種類）
- XCケモカイン受容体（1種類、XCR1（英語版））
- CX3Cケモカイン受容体（1種類、CX3CR1（英語版））

これまでに約50種類のケモカインが発見されており、その大部分はCXCファミリーまたはCCファミリーの受容体に結合する。これらの受容体に結合するケモカインは機能的には、炎症性ケモカイン（inflammatory chemokine）と恒常性ケモカイン（homeostatic chemokine）の2種類がある。炎症性ケモカインは白血球の活性化に伴って発現するのに対し、恒常性ケモカインは継続的な発現パターンを示す。